# Erioptera (Mesocyphona) lilliputina
Erioptera (Mesocyphona) lilliputina is een tweevleugelige uit de familie steltmuggen (Limoniidae). De soort komt voor in het Palearctisch gebied.